# Guglielmo de Braose, IV signore di Bramber
Guglielmo de Braose, IV signore di Bramber (tra il 1144 e il 1153 – Corbeil, 9 agosto 1211), uno dei favoriti di Giovanni d'Inghilterra, fu signore di moltissime terre fra Galles, Irlanda ed Inghilterra.

## Biografia
Guglielmo de Braose nacque fra il 1144 ed il 1153 da Guglielmo de Braose, III signore di Bramber e da Berta di Hereford. Sua nonna da parte di madre era Sibyl de Neufmarché figlia di Bernard de Neufmarché, dal padre ereditò proprietà nel Sussex, mentre dalla madre molte terre nelle Marche gallesi.
Guglielmo fu il principale esponente della dinastia dei de Braose che con lui, per mano di Giovanni d'Inghilterra, trovò il suo apice che la sua rovina. 
Nel 1175 Guglielmo si ritrovò coinvolto in quello che è ricordato come il Massacro di Abergavenny, dieci anni prima era morto Henry FitzMiles, uno dei figli di Miles de Gloucester, I conte di Hereford, padre di sua madre, probabilmente per mano di un rivoltoso gallese. Henry FitzMiles non lasciò figli, le sue terre dunque andarono a suo cognato, marito della sorella, Guglielmo de Braose, III signore di Bramber. Dieci anni dopo, appunto nel 1175, insieme al figlio Guglielmo, compì la sua vendetta, chiamò i rivoltosi che avevano compiuto l'omicidio al castello di Abergavenny perché potessero partecipare con lui al banchetto di Natale in modo da brindare insieme ad una nuova era di pace. Il pranzo invece si concluse con la morte degli invitati che vennero tutti uccisi, questo gesto portò nuova acrimonia fra i de Braose e i gallesi che avevano soprannominato Guglielmo "L'Orco di Abergavenny" e a poco servì il tentativo di un prete di portare l'attenzione popolare sulla generosità che i de Braose dimostravano verso la chiesa.
Nel 1192 Guglielmo venne nominato Sceriffo dell'Hereford, carica che mantenne fino al 1199 anno in cui accompagnò il re Riccardo Cuor di Leone in Francia, a Chalus, combattendo accanto al sovrano che vi trovò la morte. Quando Riccardo morì salì al trono suo fratello Giovanni d'Inghilterra, Guglielmo appoggiò le sue pretese, benché sembrassero più legittime quelle di Arturo, figlio di uno dei fratelli Giovanni, Goffredo II di Bretagna. In ogni caso Giovanni salì al trono e nel 1203 il giovane Arturo venne imprigionato a Rouen dove morì poco dopo in circostanze misteriose. La fedeltà che Guglielmo mostrò a Giovanni d'Inghilterra fu ben premiata in termini di territori, gli venne concesso il diritto di conquista nel Radnorshire, quindi la possibilità di tenersi tutto quel che riusciva a conquistare, poi il castello di Glamorgan e la relativa signoria di Gower.
Nel 1203 partecipò alla cattura di Arturo ed alla sua incarcerazione, a lungo si disse che Guglielmo era coinvolto nella misteriosa morte del giovane, ma non vennero mai alla luce prove certe. Qualche anno dopo, nel 1206, gli vennero regalati dal re tre castelli di grande importanza strategica, nel Monmouthshire, se fosse un incentivo a tacere di Arturo o un semplice segno di benevolenze non è dato sapere, certo è che Guglielmo aveva ricchezze e potere, per portarlo fra i grandi mancava solo un contado.
Pochi anni dopo però Guglielmo cadde in disgrazia, si disse che aveva debiti con la corona, ma l'atteggiamento deciso del re suggerisce qualcosa di più grave, vennero infatti confiscate alcune sue proprietà in Inghilterra e i suoi domini gallesi vennero assediati. Si disse che il motivo di tanta acrimonia fosse da imputare alle incaute parole di Matilde de Braose che disse chiaro e tondo di ritenere Giovanni responsabile della morte di Arturo. Spaventati dalle azioni del sovrano Matilde con il figlio William fuggì in Irlanda dalla figlia Margaret Braose, maritata de Lacy e venne lì catturata nel 1210 mentre tentava di raggiungere la Scozia. Guglielmo scelse di appoggiare la moglie e si alleò con i tanto odiati, e rivoltosi, gallesi contro il suo re. La sua ribellione servì a poco, quando seppe della cattura dei propri congiunti scappò in Francia travestito da mendicante e morì a Corbeil nell'agosto del 1211. Venne sepolto nell'abbazia di St. Victor vicino a Parigi da un altro feroce oppositore di Giovanni d'Inghilterra, l'arcivescovo di Canterbury Stephen Langton. Matilde ed il figlio ebbero sorte peggiore, una volta catturati vennero portati al castello di Corfe e lì lasciati morire di fame. 
Se, mentre era al potere, Guglielmo aveva suscitato ben poche simpatie, nella disgrazia invece fu più fortunato, molti baroni furono impressionati dalla crudeltà con cui il re si era scagliato contro la sua famiglia e molti storici ritengono che questo abbia giocato un ruolo nelle richieste future dei baroni, fra cui la limitazione dell'arbitrarietà del sovrano.
| Controllo di autorità | VIAF (EN) 305457769 · ISNI (EN) 0000 0004 2066 5640 · LCCN (EN) no2013133234 |